# Peter Stensgaard Mørch
Peter Stensgaard Mørch (født 9. september 1975 i Odense) er en dansk embedsmand og erhvervsmand. Han var departementschef i Beskæftigelsesministeriet fra 2014 indtil 3. januar 2017, hvor han blev afløst af Jakob Jensen, for herefter at varetage jobbet som administrerende direktør i Københavns Kommunes Økonomiforvaltning. Fra 21. august 2019 til 31. juli 2023 var han departementschef i Finansministeriet. I august 2023 blev han viceadministrerende direktør i PensionDanmark med henblik på senere at overtage posten som administrerende direktør.
Han er uddannet cand.scient.pol. fra Aarhus Universitet i 2003.
Han er bror til bankdirektør Lars Stensgaard Mørch. 